# Lilliput

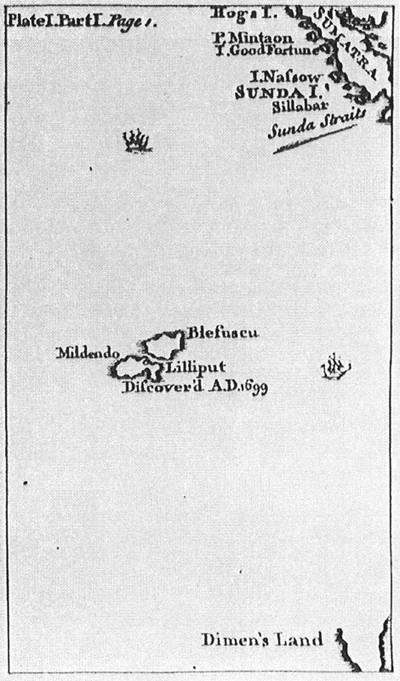
Mapa de Lilliput (por Hermann Moll, antes de 1726).

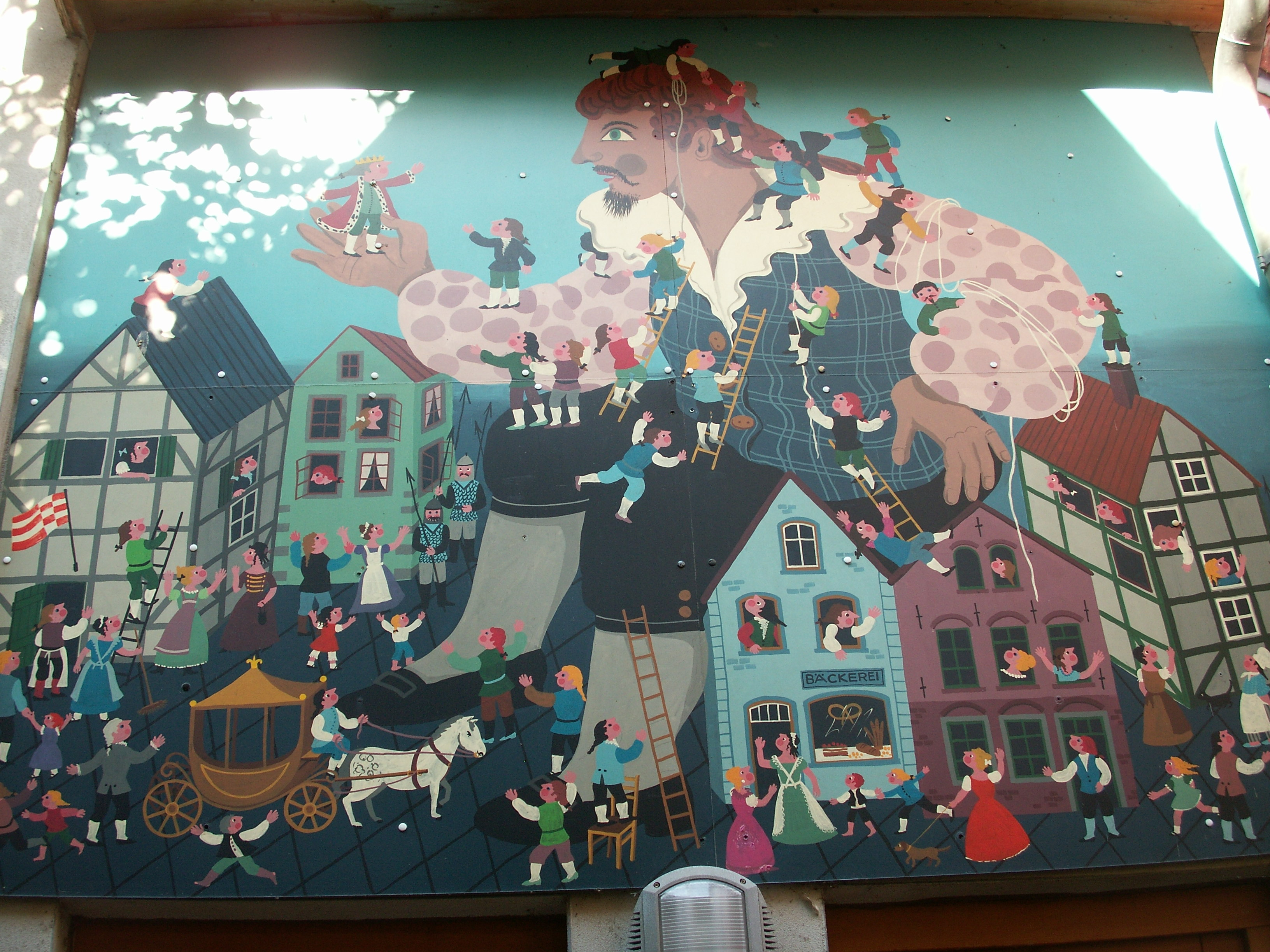
Gulliver rodeado pelos lilliputeanos.

Lilliput é uma ilha fictícia do romance As Viagens de Gulliver, de Jonathan Swift. Swift apresentou-a como parte de um arquipélago com Blefuscu, com ambas as ilhas fictícias localizadas no Oceano Índico. O livro também relata que as duas ilhas são inimigas.
Nessa ilha a personagem principal deparou-se com a população de pessoas minúsculas (com menos de seis polegadas de altura, cerca de 15 centímetros), chamadas lilliputeanos, que o tomaram por gigante. 
Blefuscu e Liliput são sátiras, respectivamente, da França e da Inglaterra no começo do século XVIII. Enquanto que o povo de Liliput agiu de forma traiçoeira contra Gulliver, o povo de Blefescu foi honesto e direto, mostrando a má vontade de Swift em relação a seus conterrâneos. Algumas situações políticas e sociais de Liliput também são paródias, com os grupos políticos rivais tramecksan e slamescksan, que remetem aos Whigs e Tories da Inglaterra.